# Tsitsernakaberd

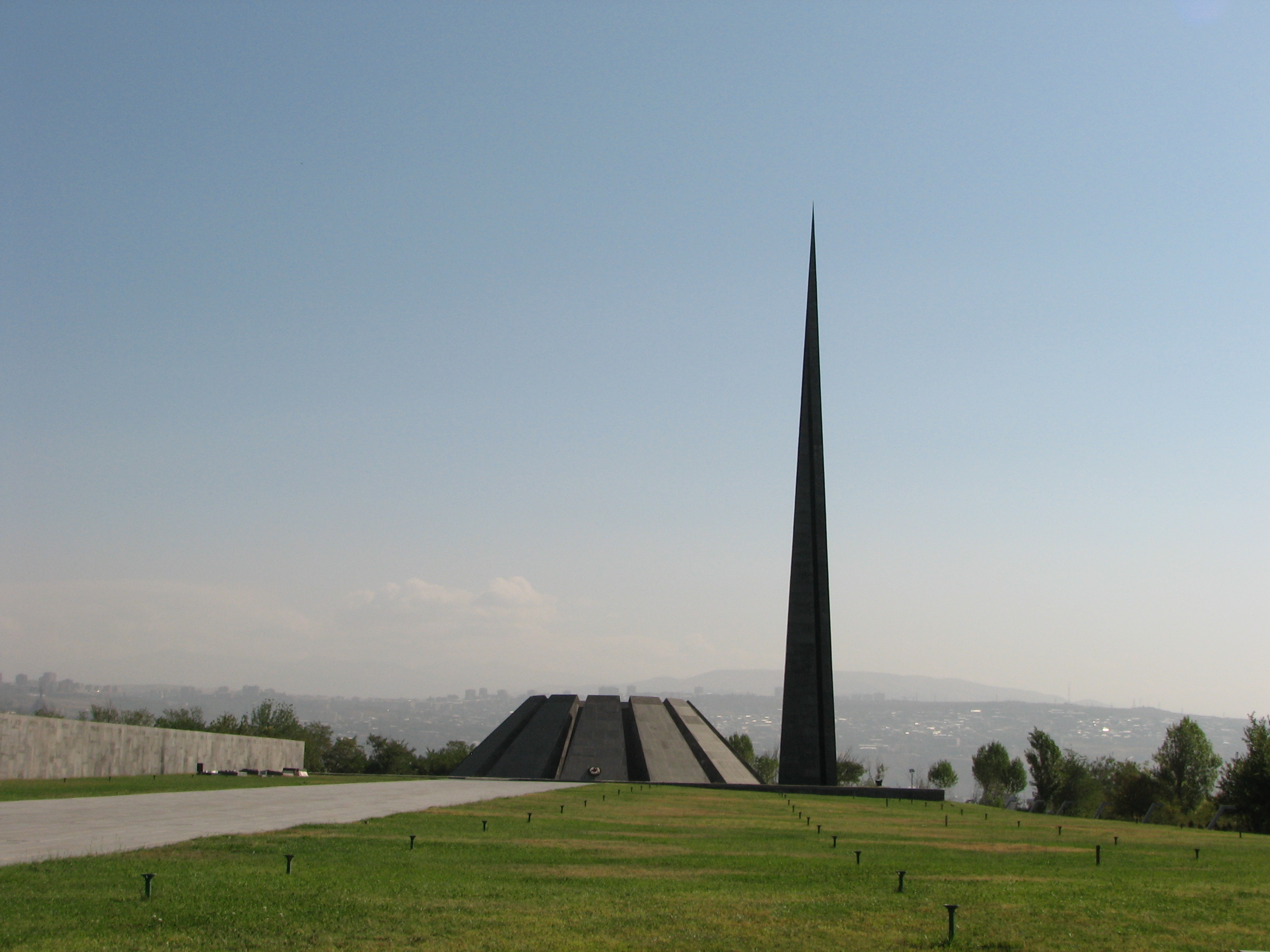
Het nationaal monument Tsitsernakaberd.

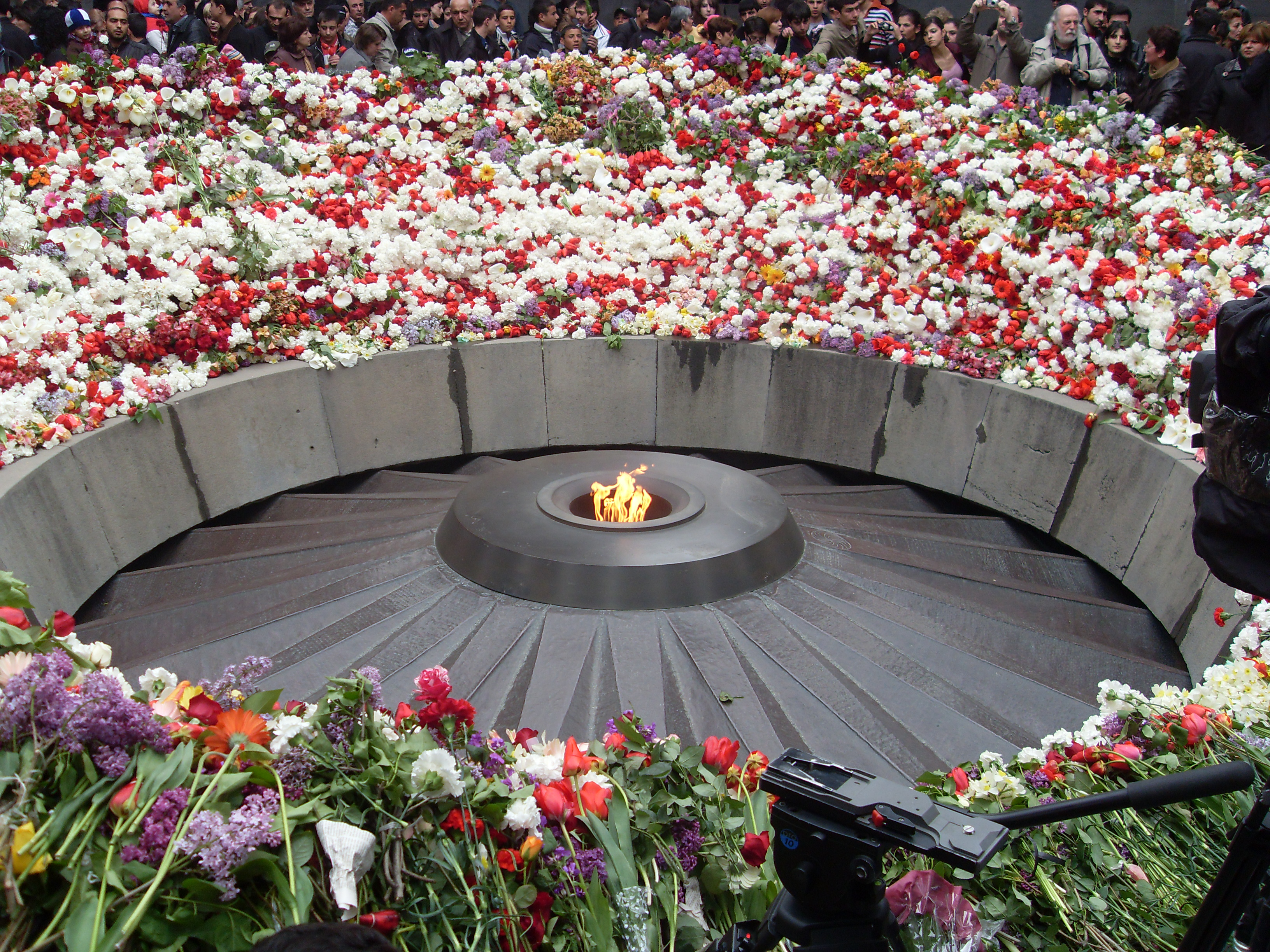
De eeuwige vlam in het midden van het monument op 24 april 2014.

Tsitsernakaberd ("Zwaluwenvesting") (Armeens: Հայոց ցեղասպանության զոհերի հուշահամալիր, Hayots tseghaspanut'yan zoheri hushahamalir) is de naam van het nationale genocidemonument van Armenië. De naam Tsitsernakaberd is afgeleid van de heuvel waarop het monument in 1967 is gebouwd ter herinnering aan de 1,5 miljoen Armeniërs die omkwamen in de nadagen van het Ottomaanse Rijk. In 1995 is bij het monument een museum met onderzoeksinstituut geopend. 
In 1965 werden er massale protesten in Armenië gehouden tijdens de 50-jarige verjaardag van de Armeense Genocide. De Sovjetautoriteiten schrokken van de omvang en zegden een monument toe. In 1966 werd begonnen met de bouw ervan. Het monument is ontworpen door de architecten Arthur Tarkhanyan, Sashur Kalashyan en Hovhannes Khachatryan. In november 1967 werd het monument afgewerkt.
De vorm van het monument is symbolisch gekozen. De 44 meter hoge spits symboliseert de opstanding van het Armeense volk. De rechtopstaande gedenkstenen met in het midden een Armeens kruis refereren aan de twaalf aan Turkije verloren Armeense provincies. Binnen de constructie op een diepte van 1,5 meter brandt een eeuwige vlam voor de 1,5 miljoen slachtoffers. De 100 meter lange gedenkmuur bevat namen van dorpen en steden waar Armeniërs vermoord zijn. Aan de achterzijde van deze muur zijn gedenkplaten bevestigd waarop personen worden geëerd, die zich in hebben gezet voor de slachtoffers van de genocide, tijdens en na de moord zoals Johannes Lepsius (tijdens de Hamidische Bloedbaden), Franz Werfel, Armin Wegner, Henry Morgenthau, Fridtjof Nansen, paus Benedictus XV, Jakob Künzler en Bodil Biørn.
Ter gelegenheid van de 80e verjaardag van de volkerenmoord werd in 1995 een museum geopend, ontworpen door de architecten Sashur Kalashian, Ljoedmila Mkrtchyan en beeldhouwer F. Araqelyan. Sinds de opening ontvangt het museum tienduizenden bezoekers per jaar. Ook veel officiële buitenlandse delegaties hebben het museum bezocht, waaronder paus Johannes Paulus II, de president van de Russische Federatie Vladimir Poetin en de president van Frankrijk Jacques Chirac. Het museum bevat historische documenten en is open voor het publiek voor rondleidingen in het Armeens, Russisch, Engels, Frans en Duits.
Het gebouw van twee verdiepingen is direct ingebouwd in de zijkant van een heuvel, zodat er geen afbreuk gedaan werd aan het monument. Het museum kijkt uit over de Araratvallei met de voor Armenië belangrijke berg Ararat. De eerste verdieping van het museum is ondergronds en huisvest de administratieve afdelingen van het instituut. Ook liggen hier de archieven en wetenschappelijke objecten, evenals een bibliotheek en een leeszaal. De tentoonstelling is op de tweede verdieping en is meer dan 1.000 vierkante meter groot. Behalve aan de genocide wordt ook aandacht gegeven aan de pogroms die aan de genocide voorafgingen. De missie van het museum is 'het begrijpen van de Armeense Genocide en een belangrijke stap in het voorkomen van soortgelijke toekomstige tragedies, in overeenstemming met het idee dat zij die het verleden vergeten, zijn gedoemd het te herhalen'.

## Afbeeldingen

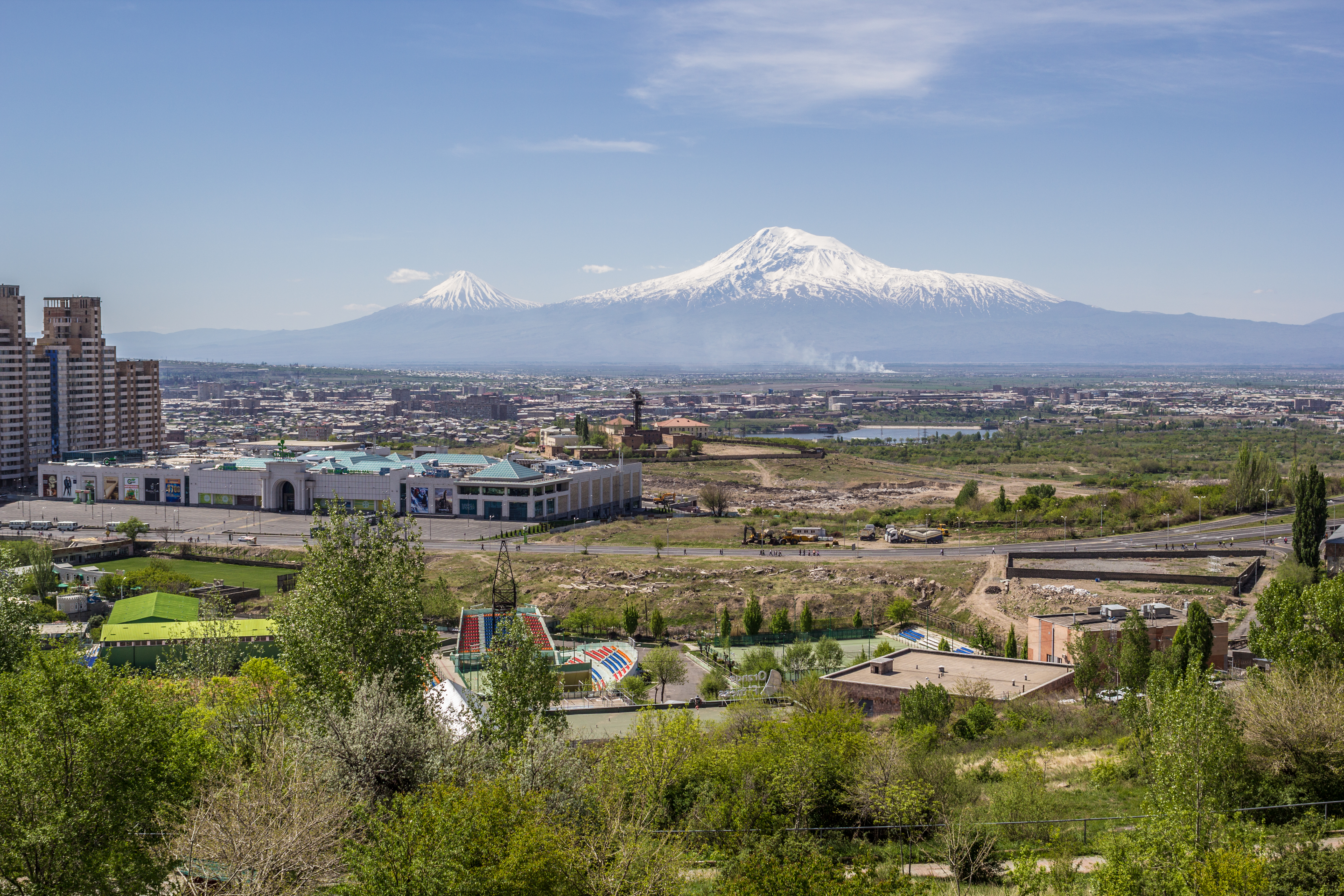
De Ararat vanaf het Genocidemonument op de Tsitsernakaberd.
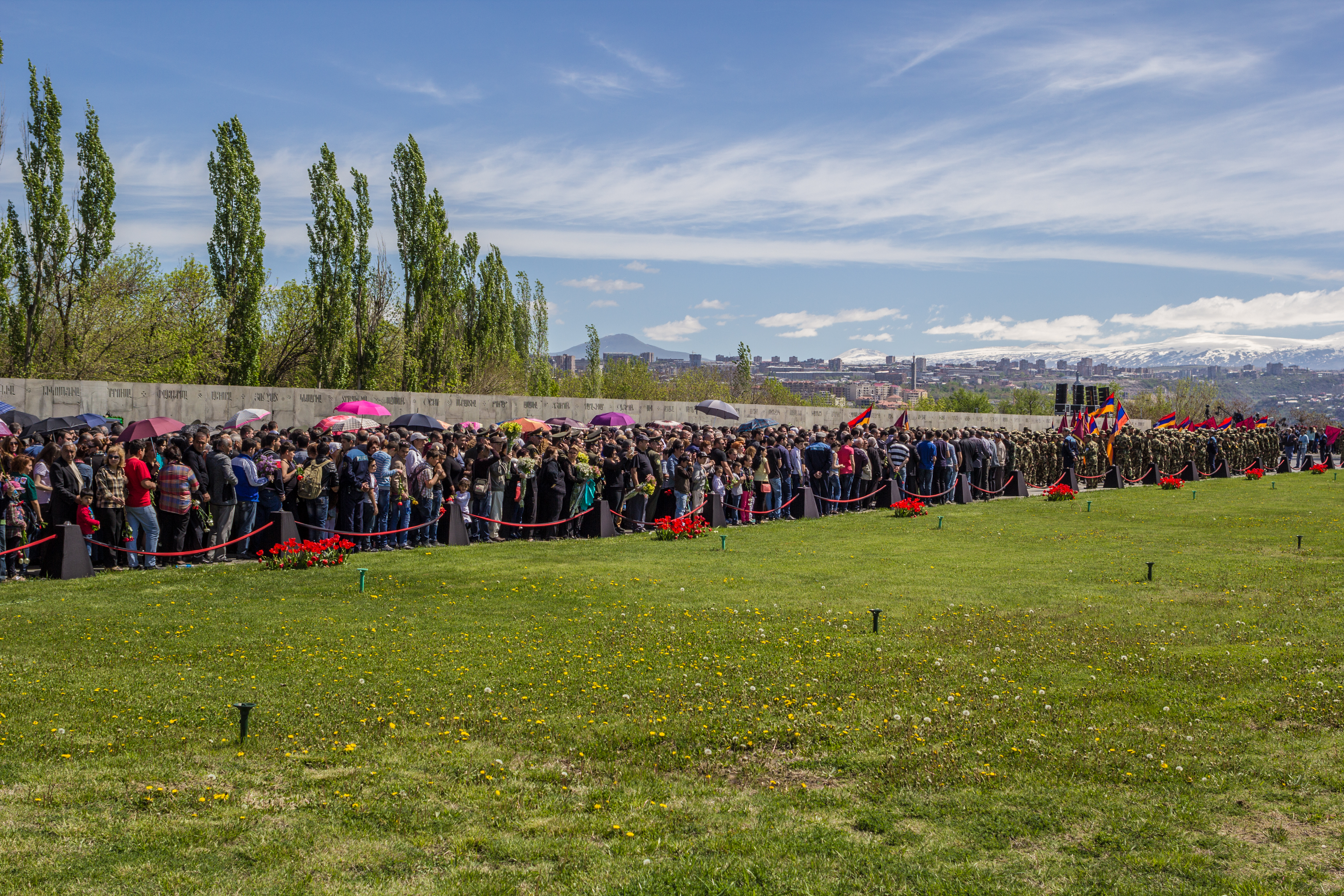
Herdenking op 24 april 2014.
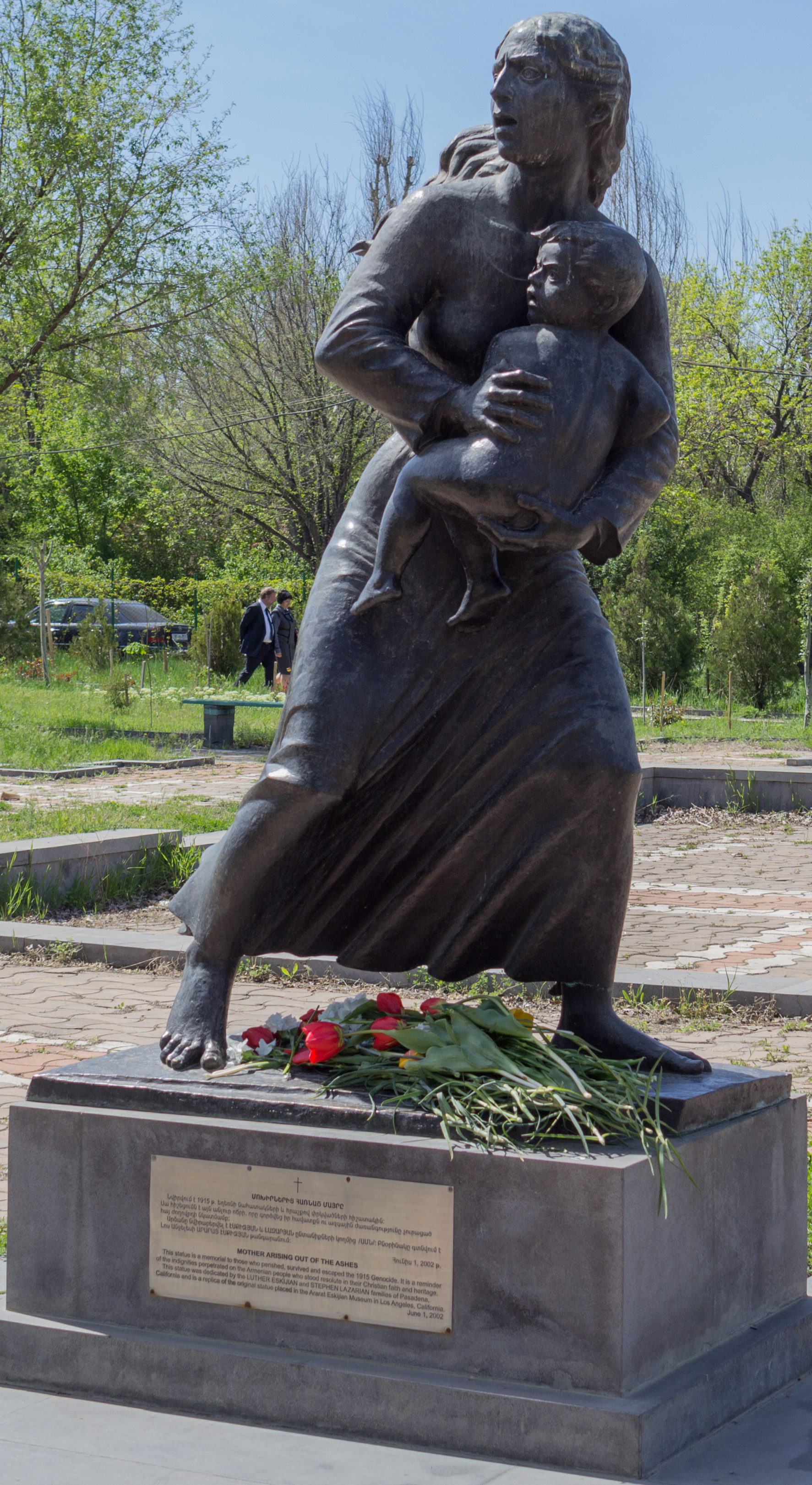
Het beeld ‘Moeder, herrijst uit de as’.
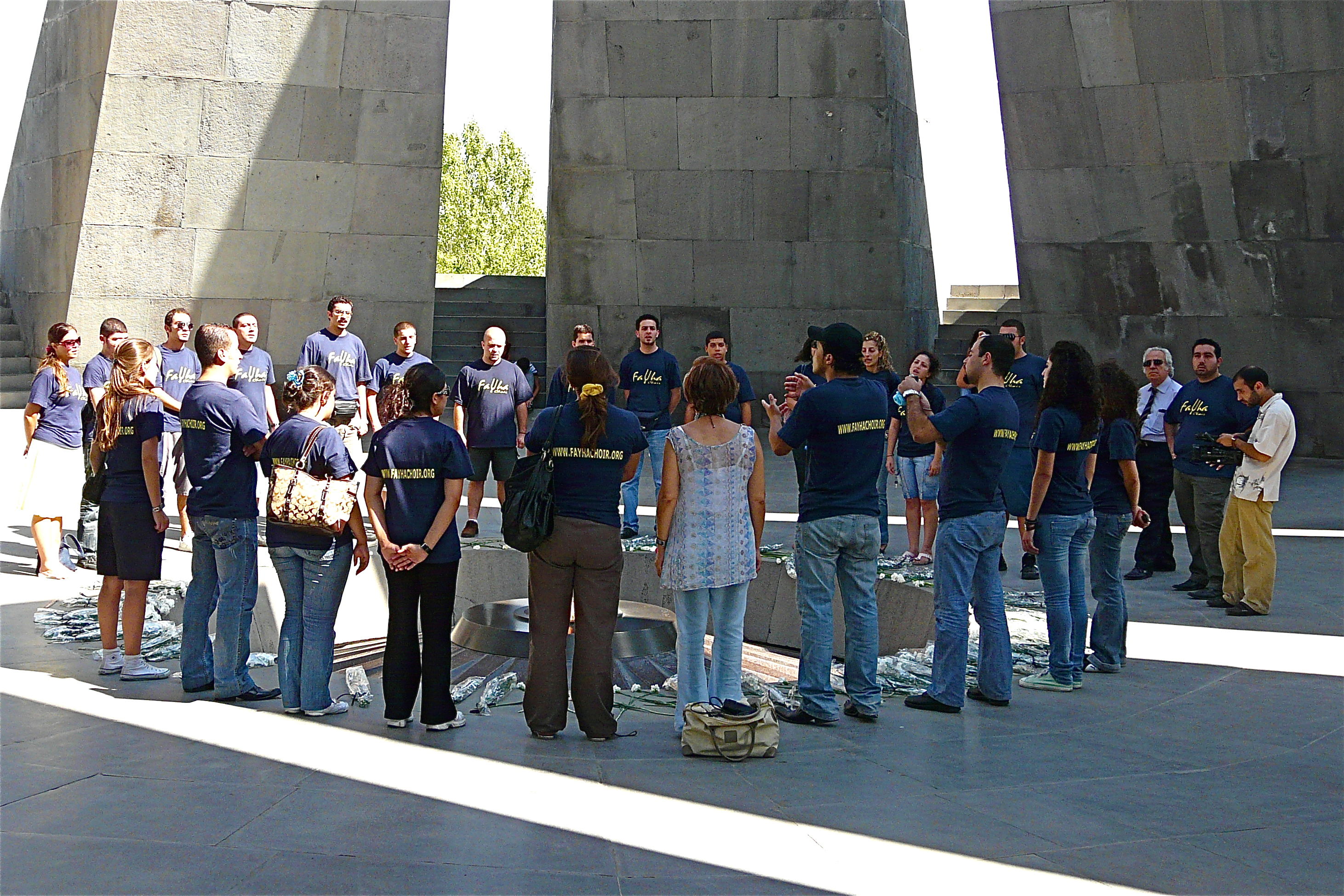
Bezoekers rondom de eeuwige vlam.